# Goldbach-sejtés
A Goldbach-sejtés azt mondja ki, hogy
(I.) Minden 2-nél nagyobb páros szám előáll két prímszám összegeként.
(II.) Minden 5-nél nagyobb páratlan szám előáll három prímszám összegeként.

## Története
A sejtés egyike azoknak a szélesebb körben ismert matematikai állításoknak, melyekről a szakemberek túlnyomó többsége azt gondolja, hogy minden valószínűség szerint igaz, ugyanakkor a mai napig nem rendelkezünk bizonyítással a helyességüket illetően. Christian Goldbach 1742-ben egy Eulerhez írott levelében fogalmazta meg megfigyelését, hogy minden 5-nél nagyobb páratlan szám három prímszám összege. Euler válaszul rámutatott, hogy ez következik a fenti (I.) állításból. Ezért erős Goldbach-sejtésnek nevezik az első állítást. A második állítást szokás gyenge Goldbach-sejtésnek nevezni.

## Részeredmények
A több mint 250 éves problémát illetően ma is csak részeredményekkel rendelkezünk.
A sejtést számítógéppel a 4·1018-nál kisebb természetes számokra igazolták.
1923-ban Godfrey Harold Hardy és John Endensor Littlewood bebizonyította, hogy feltéve az általánosított Riemann-hipotézist,
minden elég nagy páratlan szám három prím összege és x-ig legfeljebb {\displaystyle O(x^{1/2+\varepsilon })} páros szám nem lehet két prím összege. Az 1930-ban Snyírelman bebizonyította, hogy alkalmas s számra minden 1-nél nagyobb természetes szám s darab prímszám összege (ezt 1912-ben vetette fel Landau). Snyírelman bizonyítása teljesen elemi volt, a Brun-szitára és a Snyírelman-sűrűség általa bevezetett fogalmára épült.
1937-ben Vinogradov új módszert dolgozott ki a
összeg becslésére (itt p prímszámot jelöl) és ezt használva megmutatta, hogy a páratlan számokra vonatkozó állítás egy bizonyos korláttól kezdve igaz. Az eredeti bizonyítás nem adott konkrét korlátot. Később, ezeket a bizonyításokat effektivizálva a következő korlátok adódtak: Hardy-Littlewood {\displaystyle n\geq 10^{50}}-re, Vinogradov {\displaystyle n\geq 10^{6800000}}-ra és ennek javításai is {\displaystyle n\geq 10^{1346}}-ot adnak (M. C. Liu, T. Z. Wang, 2002). Deshouillers, Effinger, H. te Riele és D. Zinovjev 1997-ben az általánosított Riemann-sejtésből belátta, hogy minden 5-nél nagyobb páratlan szám három prím összege. 2012-ben Terence Tao bebizonyította, hogy minden 5-nél nagyobb páratlan szám előáll legfeljebb öt prímszám összegeként.
Egy kutatási irány azt vizsgálja, hány kivételes szám lehet, tehát olyan 2-nél nagyobb páros szám, ami nem áll elő két prímszám összegeként. A sejtés persze az, hogy ez a szám nulla. Vinogradov módszerét használva, egymástól függetlenül, 1938-ban Csudakov, van der Corput és Estermann belátta, hogy a két prím összegeként nem írható páros számok száma x-ig legfeljebb {\displaystyle O(x(\log x)^{-A})}. Ezt Vaughan, illetve Montgomery és Vaughan 1975-ben {\displaystyle O(x^{1-\delta })}-ra javította, nagyon kicsi δ értékkel. Ezt többen δ=0,086-ra javították, végül 2004-ben Pintz a δ=1/3 értéket nyerte.
A probléma egy változata, amikor megengedünk összetett számokat, de csak olyanokat, amelyek legfeljebb r prímtényezőt tartalmaznak (r-majdnem prímek), az ilyen számokat {\displaystyle P_{r}}-rel jelöljük. A legelső idevágó eredmény még Bruntól származik (1919): minden elég nagy páros szám {\displaystyle P_{9}+P_{9}}, azaz felírható, mint két olyan szám összege, amelyeknek legfeljebb 9 prímtényezőjük van. Selberg 1950-ben {\displaystyle P_{2}+P_{3}}-at igazolt, Rényi Alfréd pedig a nagy szita segítségével bebizonyította, hogy van olyan K szám, hogy minden elég nagy páros szám {\displaystyle P_{1}+P_{K}}. Az itt szereplő K értéket többen javították, a jelenlegi rekord 2, tehát minden elég nagy páros szám {\displaystyle P_{1}+P_{2}} (J. R. Chen, 1973).